# Todor Todorow (zapaśnik)
Todor Iwanow Todorow (bg. Тодор Иванов Тодоров) – bułgarski zapaśnik walczący w stylu klasycznym. Srebrny medalista mistrzostw Europy w 1973 roku.